# Plan (revue)
Pour les articles homonymes, voir Plan.
 (février 2017).
Si vous disposez d'ouvrages ou d'articles de référence ou si vous connaissez des sites web de qualité traitant du thème abordé ici, merci de compléter l'article en donnant les références utiles à sa vérifiabilité et en les liant à la section « Notes et références ».
La revue PLAN est publiée six fois par année par Direction des communications et des affaires publiques de l'Ordre des ingénieurs du Québec. Elle vise à informer les membres de l'Ordre sur la pratique du génie au Québec : éditorial, encadrement professionnel, éthique et déontologie, instances décisionnelles, biographies, découvertes et innovations, services offerts par l'Ordre, etc. La marque PLAN est la propriété de l'Ordre des ingénieurs du Québec.